# Von Südenfed
Von Südenfed est un groupe britannico-allemand de musique électronique et post-punk, actif dans les années 2000. Il s'agit d'une collaboration entre Andi Toma et Jan St. Werner (de Mouse on Mars), et Mark E. Smith, leader et chanteur de The Fall.

## Histoire
Les trois musiciens collaborent pour la première fois en 2004 sur un double face A de 12 pouces intitulé Wipe that Sound / Cut the Gain, qui sort sur le label Sonig. Cet album est suivi d'un album studio, Tromatic Reflexxions, sorti sur Domino Records en 2007, dont deux singles sont tirés de l'album : Fledermaus Can't Get It et The Rhinohead,,,,. Par la suite, le groupe annonce un premier concert promotionnel.
Cette collaboration d'artistes de genres musicaux très différents est comparée à la collaboration de John Lydon avec Leftfield sur le morceau Open Up, qui est similaire dans l'esprit, sinon dans le son.
Von Südenfed est comparé à LCD Soundsystem dans des critiques ; Smith exprime son mécontentement face à cette comparaison dans des interviews, et attire l'attention sur le fait que LCD Soundsystem est fortement influencé par The Fall
Après l'annulation de deux concerts de Von Südenfed pour cause de maladie en décembre 2007, Smith déclare avoir été « licencié » du groupe, mais il s'est ensuite produit en concert avec Von Südenfed et aurait déclaré qu'un deuxième album était probable. Cependant, rien n'indique que suffisamment de morceaux ait été enregistré avant le décès de Smith en janvier 2018.

## Discographie
- 2004 : Wipe that Sound (single, sous le nom de Mouse on Mars feat. Mark E. Smith)
- 2007 : Fledermaus Can't Get It (single)
- 2007 : Tromatic Reflexxions (CD/LP)
- 2007 : The Rhinohead b/w Slow Down Ronnie (single)